# 品克湖
品克湖（Pink Lake）是位於加拿大魁北克加蒂諾公園（Gatineau Park）的一個不完全對流湖泊（meromictic lake）。不完全對流湖泊有別於全循環湖泊（Holomictic lake），指湖中有多層湖水，彼此不會互相混雜。由於湖水裡有大量藻類的原因，導致湖面呈深綠色。品克湖因人類活動而面臨富營養化的危機。公園管理處禁止人們在湖內游泳、帶同寵物在附近散步、觀光者偏離指定的木板路及投擲石塊入湖內等。

## 歷史
品克湖是以一個愛爾蘭拓荒家庭命名，他們在1826年來到當地建立農場。

## 特性
由於品克湖的富營養化的特性，湖中有細菌的古代型態，即以硫磺而不是氧氣來進行光合作用。這些細菌在湖底形成一個7米高的厚層，使避開了氧化水及使日光照射得以最大化。
品克湖還有三刺魚的淡水化變種。

## 外部連結
- 品克湖－一個重要的古氣候紀錄（页面存档备份，存于）（英文）
- 加蒂諾公園圖片集中的品克湖（页面存档备份，存于） （英文）